# Соп'янська Греда
Соп'янська Греда (хорв. Sopjanska Greda) — населений пункт у Хорватії, в Вировитицько-Подравській жупанії у складі громади Соп'є.

## Населення
Населення за даними перепису 2011 року становило 35 осіб.
Динаміка чисельності населення поселення:

## Клімат
Середня річна температура становить 11,38 °C, середня максимальна – 26,03 °C, а середня мінімальна – -5,80 °C. Середня річна кількість опадів – 709 мм.
| Клімат поселення                              | Клімат поселення | Клімат поселення | Клімат поселення | Клімат поселення | Клімат поселення | Клімат поселення | Клімат поселення | Клімат поселення | Клімат поселення | Клімат поселення | Клімат поселення | Клімат поселення | Клімат поселення |
| Показник                                      | Січ.             | Лют.             | Бер.             | Квіт.            | Трав.            | Черв.            | Лип.             | Серп.            | Вер.             | Жовт.            | Лист.            | Груд.            |                  |
| Середній максимум, °C                         | 5,94             | 8,11             | 12,78            | 17,36            | 22,73            | 26,03            | 25,56            | 24,98            | 20,48            | 15,24            | 9,49             | 5,23             |                  |
| Середня температура, °C                       | 0,08             | 2,25             | 6,90             | 11,50            | 16,85            | 20,15            | 21,87            | 21,30            | 16,80            | 11,56            | 5,78             | 1,53             |                  |
| Середній мінімум, °C                          | −5,8             | −3,62            | 1,00             | 5,60             | 10,98            | 14,26            | 18,18            | 17,60            | 13,10            | 7,86             | 2,09             | −2,16            |                  |
| Норма опадів, мм                              | 42               | 38               | 43               | 56               | 68               | 87               | 66               | 69               | 58               | 60               | 69               | 53               |                  |
| Середньомісячна швидкість вітру, м/с          | 2.26             | 2.50             | 2.80             | 2.70             | 2.40             | 2.20             | 2.20             | 2.00             | 2.00             | 2.00             | 2.20             | 2.30             |                  |
| Середньомісячна сонячна радіація, кДж/м²·день | 4096             | 6871             | 10730            | 15277            | 19422            | 21557            | 22274            | 19806            | 14713            | 9025             | 4619             | 3430             |                  |
| --------------------------------------------- | ---------------- | ---------------- | ---------------- | ---------------- | ---------------- | ---------------- | ---------------- | ---------------- | ---------------- | ---------------- | ---------------- | ---------------- | ---------------- |
| Джерело:                                      |                  |                  |                  |                  |                  |                  |                  |                  |                  |                  |                  |                  |                  |